# Juez y parte
Juez y parte è il quarto album in studio del cantautore spagnolo Joaquín Sabina, pubblicato nel 1985.

## Tracce
1. Whisky sin soda – 4:29
2. Cuando era más joven – 4:31
3. Ciudadano cero – 5:00
4. El joven aprendiz de pintor – 4:05
5. Rebajas de enero – 3:58
6. Kung Fu – 4:01
7. Balada de Tolito – 4:55
8. Incompatibilidad de caracteres – 3:25
9. Princesa – 4:04
10. Quédate a dormir – 5:16